# Cieplachy
Cieplachy – część wsi Pasieki w Polsce, położona w województwie lubelskim, w powiecie tomaszowskim, w gminie Tomaszów Lubelski.
W latach 1975–1998 Cieplachy administracyjnie należały do województwa zamojskiego.